# Turitea Dams (westlicher Stausee)
Die Turitea Dams sind zwei hintereinanderliegende Stauseen für die Trinkwasserversorgung der Stadt Palmerston North in der Region Manawatū-Whanganui auf der Nordinsel von Neuseeland.

## Geographie
Der westliche Stausee der Turitea Dams liegt in den nordwestlichen Ausläufern der Tararua Range und rund 9,9 km südöstlich des Stadtzentrums von Palmerston North. Der Stausee, der sich über eine Länge von rund 620 m erstreckt, umfasst eine Seefläche von rund 3,5 Hektar und misst an seiner breitesten Stelle rund 80 m.
Das Absperrbauwerk, das aus Erde und Gestein besteht, erstreckt sich über eine Länge von rund 80 m und besitzt an seiner westlichen Seite einen Überlauf.
Gespeiste wird der Stausee durch den vom oberen Stausee kommenden Tutaenui Stream, der den See durch den Überlauf in Richtung Nordnordwest entwässert.

## Geschichte
Der erste Staudamm für den Stausee wurde in den Jahren 1888 bis 1889 errichtet und durch den Bau des zweiten Absperrbauwerks, das in den Jahren 1906 bis 1907 gebaut wurde, ersetzt. Das Bauwerk hatte eine Höhe von 14 bis 15 Fuß (4,2–4,5 m). Im Jahr 1912 wurde das Bauwerk auf eine Höhe von 50 Fuß (15,24 m) erhöht und am 17. Februar 1913 feierlich eröffnet. 1957 wurde auch diese Staumauer durch einen neues, 100 Fuß (30,48 m) hohes Absperrbauwerk aus Erde und Gestein ersetzt.